# Tanegashima

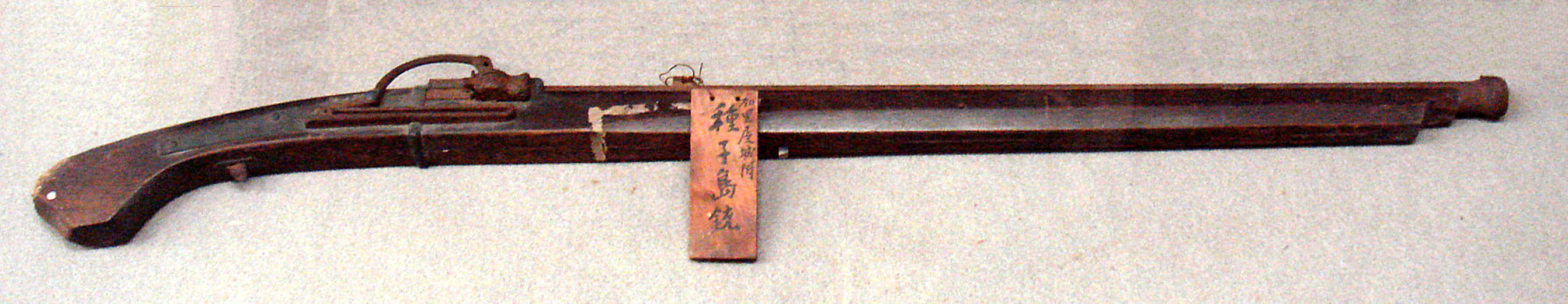
Een "Tanegashima"-haakbus.

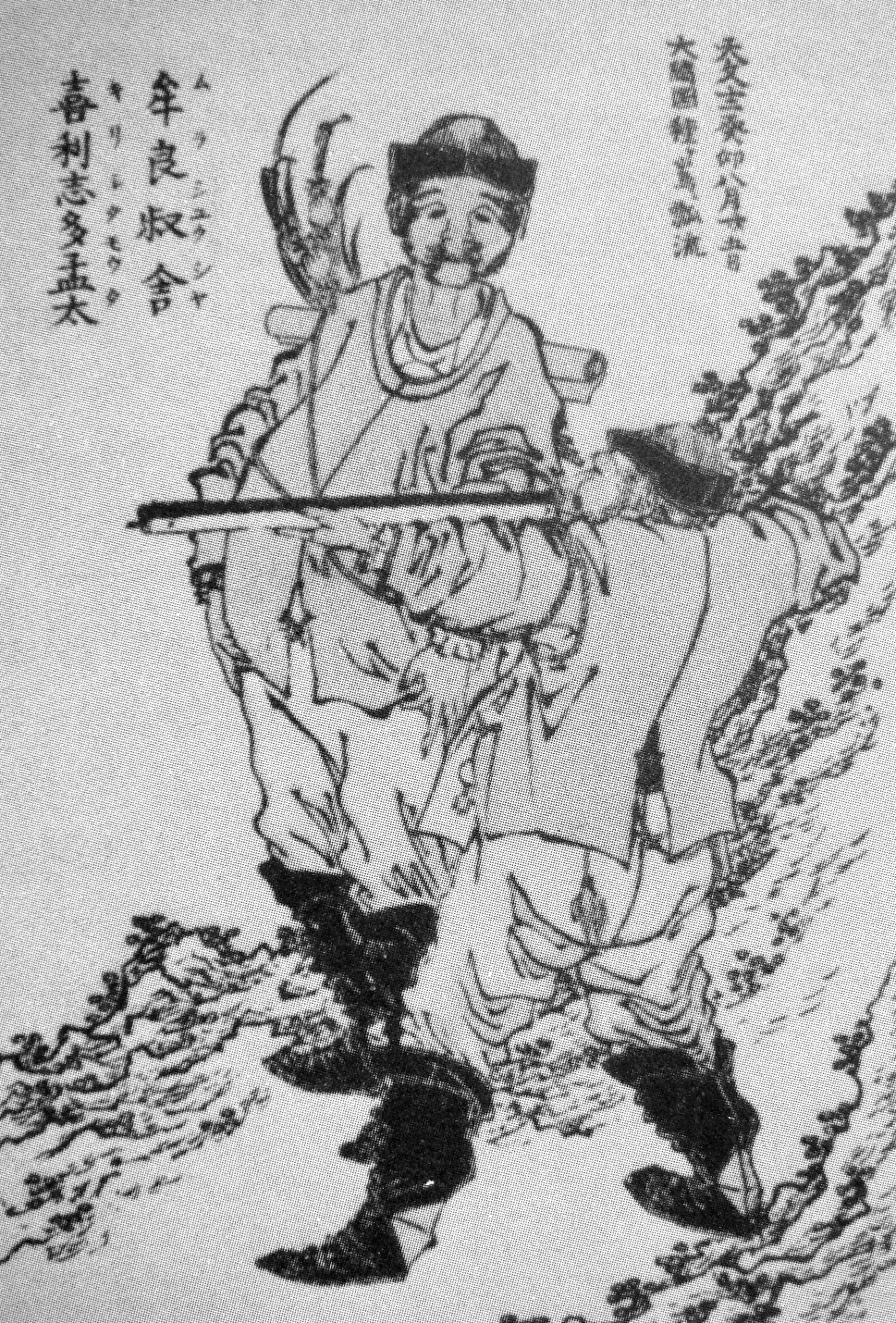
Eerste westerlingen in Japan in 1543, door Hokusai (1817 houtblok schildering).

Tanegashima (Japans: 種子島) is een eiland ten zuiden van Kyushu, in het zuiden van Japan. Het maakt deel uit van de prefectuur Kagoshima. Het eiland is het op een na grootste eiland van de Osumi-eilanden. Het is een lang gestrekt laag land, zorgvuldig gecultiveerd, 57,5 kilometer van noord naar zuid, en 5-12 kilometer van oost naar west. Op het eiland ligt de stad Nishinoomote en de gemeenten Nakatane en Minamitane. De stad en de gemeenten behoren tot de subprefectuur Kumage. De Luchthaven Nieuw-Tanegashima (新種子島空港, Shin Tanegashima-Kūkō) biedt toegang tot het eiland met dagelijkse vluchten naar Kagoshima en Osaka.

## Bezoek door de Portugezen
Het eiland staat erom bekend de plaats te zijn geweest van het eerst bekende contact tussen Europa en de Japanners in 1543. Een Riukiuese handelspost was er enkele tientallen jaren eerder gesticht, en al het verkeer uit de Riukiu-eilanden naar Kagoshima op Kyushu in het zuiden van Japan, was verplicht om dit doorgangsstation te gebruiken. Daarom vond een aantal Portugese kooplieden aan boord van een Chinees schip, na uit koers geraakt te zijn op een reis van China naar Okinawa, zijn weg naar Tanegashima.
Tot aan de moderne tijd waren vuurwapens in Japan algemeen bekend onder de naam "Tanega-Shima", omdat men aanneemt dat zij werden ingevoerd door de Portugezen aan boord van dat schip. In zijn memoires, gepubliceerd in 1614, plaatste de Portugese avonturier Fernão Mendes Pinto zich in die eerste landingsgroep, hoewel deze bewering twijfelachtig is, en in feite in strijd is met zijn aanspraak dat hij gelijktijdig in Birma was in die tijd. Mendes Pinto lijkt Tanegashima echter spoedig daarna te hebben bezocht.
De Europeanen kwamen er om niet alleen wapens, maar ook zeep, tabak en andere onbekende goederen te verhandelen voor Japanse producten.

## Messenindustrie in Tanegashima
De vervaardiging van messen en scharen is een bekend traditioneel ambacht op Tanegashima. Metaalbewerkers hebben de traditionele techniek voor het smeden en slijpen van ijzeren gereedschap behouden. Die techniek bestaat al sinds ongeveer 1185, toen de Tairaclan door Minamoto no Yoritomo uit hun geboortestreek Kyoto naar hier werden verbannen, en metaalbewerkers en chef-koks meenamen. Die ambachtslieden waren de oorspronkelijke beoefenaars van deze techniek voor het smeden en slijpen. De techniek is uniek in de wereld, en levert instrumenten op als "Tanegashima Hocho" (Tanegashima-messen), die door veel chef-koks gebruikt worden, en "Tane-basami" (Tanegashima-schaar), door velen verkozen voor de kunst van bonsai.
Sinds 1543, toen vuurwapens werden geïntroduceerd door Pinto, hebben metaalbewerkers op Tanegashima hun oorspronkelijke techniek uitgebreid tot het vervaardigen van vuurwapens van hoge kwaliteit.

## Galerij

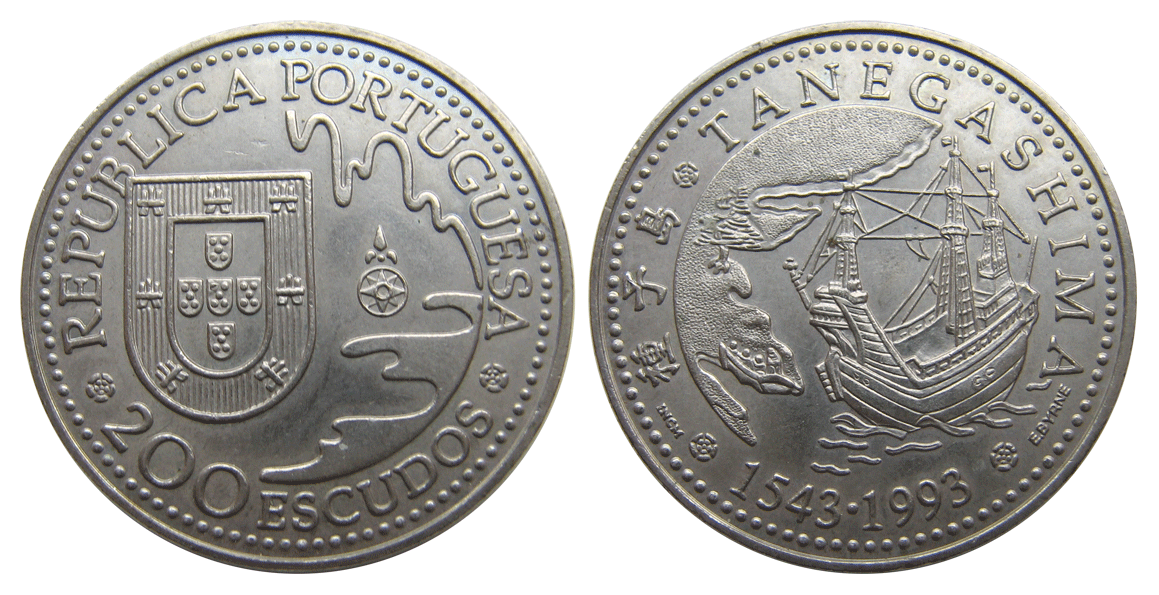
Portugese escudo ter herdenking van de Portugese aankomst op Tanegashima
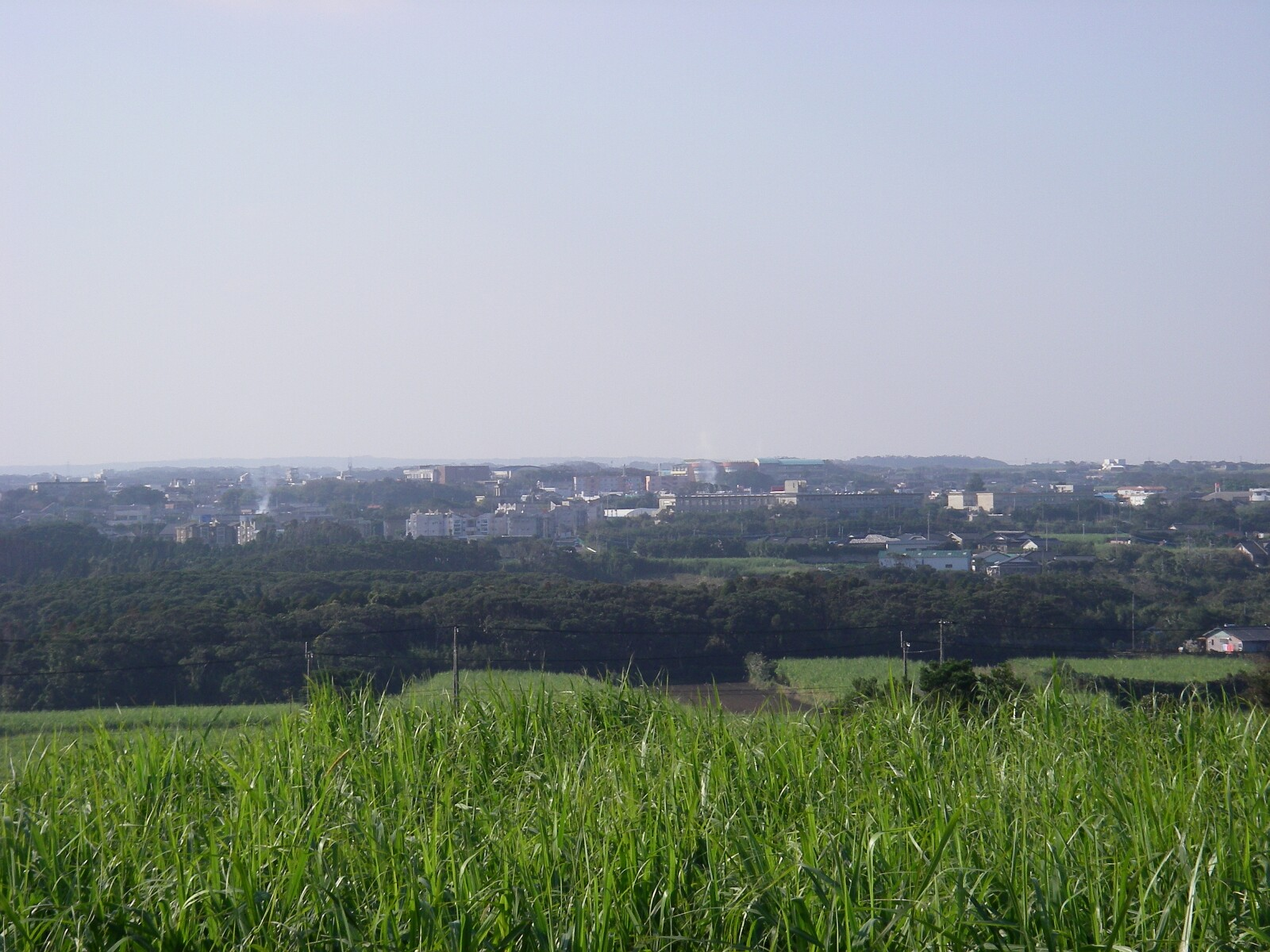
Gemeente Nakatane in Tanegashima.
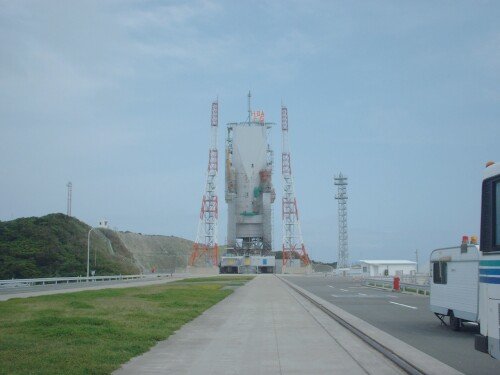
Tanegashima Space Center.